# Baby Boomerang
"Baby Boomerang" är en sång från 1974, skriven av Harpo och Bengt Palmers. Den finns med på Harpos debutalbum Leo the Leopard (1974), men utgavs även som singel samma år med "Happy Birthday" som B-sida.
B-sidan skrevs likt titelspåret av Harpo och Palmers och Palmers var även producent och arrangerade låtarna. "Baby Boomerang" har senare spelats in av Thorleifs på albumet Alltid tillsammans (1976).
"Baby Boomerang" finns med i filmen En kille och en tjej (1975).

## Låtlista
1. "Baby Boomerang"
2. "Happy Birthday"